# Metropolitana de Curitiba
Metropolitana de Curitiba is een van de tien mesoregio's van de Braziliaanse deelstaat Paraná. Zij grenst aan de mesoregio's Litoral Sul Paulista (SP), Itapetininga (SP), Centro Oriental Paranaense, Sudeste Paranaense en Norte Catarinense (SC). De mesoregio heeft een oppervlakte van ca. 22.824 km². In 2006 werd het inwoneraantal geschat op 3.732.642.
Vijf microregio's behoren tot deze mesoregio:
- Cerro Azul
- Curitiba
- Lapa
- Paranaguá
- Rio Negro

Mesoregio's: Centro Ocidental Paranaense · Centro Oriental Paranaense · Centro-Sul Paranaense · Metropolitana de Curitiba · Noroeste Paranaense · Norte Central Paranaense · Norte Pioneiro Paranaense · Oeste Paranaense · Sudeste Paranaense · Sudoeste Paranaense

Microregio's: Apucarana · Assaí · Astorga · Campo Mourão · Capanema · Cascavel · Cerro Azul · Cianorte · Cornélio Procópio · Curitiba · Faxinal · Floraí · Foz do Iguaçu · Francisco Beltrão · Goioerê · Guarapuava · Ibaiti · Irati · Ivaiporã · Jacarezinho · Jaguariaíva · Lapa · Londrina · Maringá · Palmas · Paranaguá · Paranavaí · Pato Branco · Pitanga · Ponta Grossa · Porecatu · Prudentópolis · Rio Negro · São Mateus do Sul · Telêmaco Borba · Toledo · Umuarama · União da Vitória · Wenceslau Braz